# Homecockpit

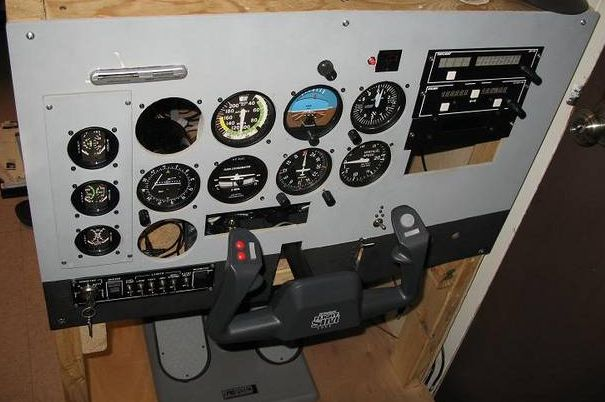
Ein Homecockpit

Als Homecockpit bezeichnet man eine für die Verwendung mit Flugsimulationen zu Unterhaltungszwecken gebaute Flugzeug-Pilotenkanzel.
Homecockpits sind derzeit auch kommerziell erhältlich, aber werden jedoch meist von Bastlern zu Hause mit handwerklichen Mitteln gebaut. Dabei werden auch kommerziell gefertigte Komponenten (wie Schalterabdeckplatten und Anzeigeinstrumente) und professionelle Software, die von verschiedenen Anbietern erhältlich ist, integriert.
Ein Homecockpit versucht die typischen Eingabegeräte wie Tastatur oder Maus so weit wie möglich abzulösen und durch dem Original nachempfundene Schalter und Taster zu ersetzen. Wie im professionellen Bereich können Homecockpits typneutral sein oder bestimmten Flugzeugtypen so genau wie möglich nachgebildet werden.
Die Anbindung an die Simulationssoftware erfolgt über Zusatzsoft- und Hardware, so dass eine Kommunikation mit dem Flugsimulator von außen möglich ist. Als bekannteste Hardware-Interfaces sind hier die Interface-Karten von EPIC (USA), IO-Cards (Spanien) und dem FS-BUS-Projekt (Deutschland) zu nennen, welche die Anbindung von Schaltern, LED, Anzeigen, Servo-Motoren etc. ermöglichen. Auch die Arduino Mega 2560 Boards erfreuen sich immer größerer Beliebtheit in Verbindung mit Mobiflight oder NunaLink Software.